# Leucocoryne candida
Leucocoryne candida är en amaryllisväxtart som beskrevs av Pierfelice Ravenna. Leucocoryne candida ingår i släktet Leucocoryne och familjen amaryllisväxter. Inga underarter finns listade i Catalogue of Life.